# XO Hotels Infinity

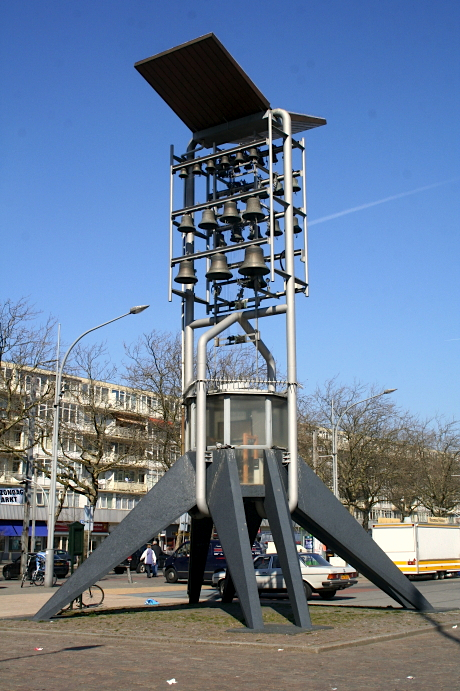
Het Vrijheidscarillon op Plein '40-'45 te Slotermeer in Amsterdam Nieuw-West met daarachter het flatgebouw waar zich Hotel Slotania bevindt Foto: Erik Swierstra.

XO Hotels Infinity (opgericht als Hotel Slotania) is een hotel aan de Slotermeerlaan in de Amsterdamse wijk Slotermeer. Het 3 sterren hotel bezit 100 kamers en is gevestigd op de onderste verdiepingen van een flatgebouw aan de Slotermeerlaan tegenover Plein '40-'45.
Het hotel bestaat al sinds ongeveer 1955 en was destijds een van de eerste grotere hotels buiten het stadscentrum van Amsterdam dat echter voor de toeristen en zakenlieden toch goed bereikbaar is met het voor de deur stoppen van tram 13 (van 1989-2018 tram 14 en sinds 2004 ook tram 7) en bus 21. Daarnaast is ook het stadscentrum van Haarlem en de badplaats Zandvoort voor de toeristen rechtstreeks bereikbaar met bus 80 en de luchthaven Schiphol rechtstreeks bereikbaar met bus 369. Ten slotte is er ook voldoende parkeerruimte in de buurt voor touringcars van logerende reisgezelschappen zodat men snel buiten de stad is.
In het hotel werden in de beginjaren in een van de bovenzalen voor de kinderen op zondagmiddag filmvoorstellingen gegeven waarbij de toegang tot de zaal onder het poortje was aan de achterzijde van het hotel naast een snackbar. Ook waren er filmvoorstellingen voor alle leeftijden. In de loop van de jaren zestig werden de filmvoorstellingen gestaakt.
In het vroegere restaurant aan de voorzijde bevindt zich een filiaal van Febo dat tot in de jaren tachtig in een pand daarachter was gevestigd.
De naam Slotania is afgeleid van de wijknaam Slotermeer en daarmee ook indirect van het voormalige Slootermeer en de Slooter.
Bij een accommodatietest in het televisieprogramma Groeten van MAX in 2010 kreeg het hotel niet het Groeten van MAX-keurmerk uitgereikt.
In de nabij gelegen Ruys de Beerenbrouckstraat bevond zich vroeger een dependance met de naam "Coenhotel".